# Cybèle Villemagne
Pour les articles homonymes, voir Villemagne (homonymie).
Cybèle Villemagne, née le 9 avril 1982 à Châtenay-Malabry, Hauts-de-Seine, est une actrice, autrice et réalisatrice française.

## Biographie
Dès le lycée, elle fait ses premiers pas au conservatoire de Chatou avec Liliane Rovère, puis c'est au Cours Périmony qu'elle effectue sa formation principale, complétée par les enseignements de Eva St Paul, de Raymond Aquaviva ainsi que par des stages au Terry Schreiber Studio à New York.
Elle tourne dans une quinzaine de courts métrages, dont plusieurs présentés dans des festivals. En 2005 Laurent Tirard la choisit pour être Jeune Talent Cannes. Elle joue également dans plusieurs longs métrages, téléfilms, et formats courts. Elle apparaît à plusieurs reprises dans Groland, Vice people, le Contre-journal pour Karl Zéro, Séance interdite, WorkinGirls et Opération adrénaline sur Canal+ et KD2A sur France 2. On la voit aussi à partir de 2011, dans des séries télévisées comme Le jour où tout a basculé et Petits secrets entre voisins.

## Filmographie

### Cinéma

#### Longs métrages
- 2000 : L'Éloge de l'amour de Jean-Luc Godard : Esther la prostituée
- 2000 : The Dancer de Frédéric Garson : une danseuse au concours
- 2000 : Confession d'un dragueur d'Alain Soral : Léonore
- 2001 : Le Défi de Blanca Li : la petite copine hollandaise
- 2003 : Le Mystère de la dame blanche de Laurent Thomas
- 2006 : Fragile(s) de Martin Valente : l'infirmière
- 2007 : Les Princes de la nuit de Patrick Levy : l'assistante d'Annabelle
- 2007 : Les vieux sont nerveux de Thierry Boscheron : l'infirmière
- 2008 : Une chanson dans la tête de Hany Tamba : la fille de la pochette
- 2008 : Black de Pierre Laffargue : la journaliste
- 2015 : Toute première fois de Maxime Govare et Noémie Saglio : l'infirmière
- 2015 : L'élan d'Etienne Labroue : Hilke
- 2015 : Ne vois tu rien venir d'Eric Bu : Mina
- 2024 : Belle Enfant de Jim : Cheyenne

#### Courts métrages
- 2002 : L'Enjeu de Marc Desti
- 2002 : Joyeux Noël Barbie de Fred Malville : Barbie
- 2003 : Celle que j'imagine de Frank Nicotra : celle qui pleure
- 2004 : La Pause de Laurent Tirard : la bourgeoise écologiste intégriste
- 2004 : Lonesome Cowboy de Clément Tonelli
- 2005 : Que la force soit avec Raoul d'Edouard Blanchot : Cybèle
- 2005 : Oh ! Ma femme ! d'Olivier Dujols : Elsa
- 2006 : La pomme d'Adam de Jérôme Genevray : Eve
- 2006 : La Haie d'épine de Geoffroy Koeberle : la mère
- 2007 : Les Fiches Safari de Carole Lambert
- 2008 : Rainy Girl de Jérôme Genevray
- 2008 : Starlette de Franck Victor
- 2009 : Charmante Mira de Franck Victor : Mira
- 2009 : Le Mec de mes rêves de Cybèle Villemagne : Maya
- 2009 : Les Secrets de l'invisible d'Antonin Peretjatko : la fille au portable
- 2012 : Voleuse(s) ! de Cybèle Villemagne et Mathieu Hussenot : la voleuse en rouge
- 2012 : Il était une fin de Marinella Hamm et Anne-Sophie Nallino : Barbie
- 2013 : Piège à loup de Cybèle Villemagne : le chaperon rouge
- 2013 : Je suis gravé d'Olivier Riche et David Merlin-Dufey : la femme
- 2016 : Mes dernières volontés de Cybèle Villemagne : Alice Lelièvre
- 2017 : Le Danseur de Paul Zuliani : Chloé
- 2017 : Je suis un sacré numéro de Paul Zuliani : la femme
- 2018 : Le Tuto Beauté d'Agnès Sorel d'Ugo Bimar : Agnès Sorel[4]

### Réalisations courts métrages
- 2009 : Le Mec de mes rêves
- 2012 : Voleuse(s) ! coréalisé avec Mathieu Hussenot
- 2013 : Piège à loup
- 2016 : Mes dernières volontés

### Scénarios courts métrages
- 2002 : Joyeux Noël Barbie de Fred Malville
- 2009 : Le Mec de mes rêves de Cybèle Villemagne
- 2012 : Voleuse(s) ! de Cybèle Villemagne et Mathieu Hussenot
- 2013 : Piège à loup de Cybèle Villemagne
- 2016 : Mes dernières volontés de Cybèle Villemagne

### Télévision

#### Téléfilm
- 2007 : Vérités assassines d'Arnaud Sélignac : l'infirmière

#### Séries télévisées
- 1999 : Non, fallait pas l'inviter
- 1999 : Un et un font six, 1 épisode
- 2001 : Les Duettistes, 1 épisode de  Denys Granier-Deferre
  - Saison 1, épisode 3 : Le môme
- 2001 : Belles plantes de Fouad Benhamou et Jérôme Genevray
- 2002 :  Le Vrai Journal de Karl Zéro, de Christian Merret-Palmair : rôles divers
- 2003 :  Le Contre-journal de Karl Zéro, 45 épisodes de Cyril Tellenne : Anne-So
- 2004 : Une femme d'honneur, 1 épisode de Michaël Perrotta : Delphine Marcy
  - Saison 1, épisode 27 : Femmes d'occasion
- 2004 : 20 h 10 pétantes : Le Bernchelor : la candidate qui	vomit
- 2005-2007 : KD2A : Chloé
- 2006 : R.I.S Police scientifique, 1 épisode de Christophe Douchand : la victime en rollers
- 2006 : Opération Adrénaline pour Canal+ : rôles divers
- 2006-2007 : La Séance interdite pour Canal+ : rôles divers
- 2007 : R.I.S Police scientifique, 1 épisode de Christophe Douchand : Justine Langer
  - Saison 2, épisode 11 : Vertiges
- 2007-2018 : Groland : rôles divers
- 2008 : Que du bonheur !  de Pascal Bourdiaux : la fille au pair allemande
- 2009 : Canal Presque pour Canal+ : rôles divers
- 2010 : Les Bleus, premiers pas dans la police, 1 épisode de Stéphane Clavier :  l'assistante de direction
  - Saison 3, épisode 7 : La tentation d'Alex
- 2011 : Profilage, 1 épisode de Julien Despaux : la victime
- 2011 : Scènes de ménages, 1 épisode de Karim Adda : la patiente épilation
- 2011-2012-2013 : Le Jour où tout a basculé, 3 épisodes
  - 2011 : Saison 1, épisode 79 : J'ai piégé mon ex (L'annonce) de Thierry Esteves Pinto : Carole
  - 2012 : Saison 2, épisode 172 : J'ai cru au retour de mon premier amour : Bérénice
  - 2013 : Saison 4, épisode 27 : Un mariage difficile à organiser : Laura
- 2011-2016 : WorkinGirls de Sylvain Fusée , plusieurs épisodes dans les saisons 1, 2, 3 et 4 : Joëlle
- 2012 : Mon histoire vraie, 1 épisode de Pierre Leix-Cote : Anna
  - Saison 1, épisode 2 : La double vie du mari d'Anna
- 2012 : Fais pas ci, fais pas ça, 1 épisode de Laurent Dussaux : Hinke
- 2013 : Petits secrets entre voisins, 1 épisode de Pierre-François Brodin : Erika
  - Saison 1, épisode 5 : Secret de champion
- 2013 : Tu veux ou tu veux pas ? de Franck Allera : rôles divers
- 2017 : La soirée magique d'Éric Antoine, 3 épisodes de Sébastien Sort : la maquilleuse

#### Web-séries
- 2005 : Les Rock Stars de Camille Saféris : Albane
- 2014 : Njut de Laurent Klug : rôles divers
- 2014 : Double vue d'Étienne Labroue : Irène
- 2015 : Les Horreurs de la vie pour petits et grands" d'Eve Dufaud et Jérémie Graine : la star des pubs
- 2017 : Les Podcasts de la Rousse de Sandy Lobry : la collègue
- 2017 : RSA, la Ratée Sans Avenir de Caroline Chirache et Emilie Contensou
- 2017 : Mes 11 résolutions pourries pour 2018, pour Le HuffPost de Valentin Trussardi[5]
- 2018 : Ce qu'il ne faut pas dire à un roux! de Sandy Lobry

#### Clips vidéos
- 2006 : Ecoute-moi Camarade de Rachid Taha[6]
- 2012 : Lavicépabo de Les Zingues, réalisé par Karen Alyx[7]

## Théâtre

### Comédienne
- 2004-2008 : Orgasme adulte échappé du zoo, de Dario Fo et Franca Rame mise en scène Franck Victor, Aktéon Théâtre, Petit Hebertot, Petit Gymnase, Théâtre Essaïon
- 2005-2007 : Shopping and fucking de Mark Ravenhill, mise en scène Bénédicte Budan et Franck Victor, Théâtre Clavel, Vingtième Théâtre
- 2010 : L'Illusionniste de Sacha Guitry, mise en scène Tristan Petitgirard, Théâtre Le Ranelagh
- 2010-2011 : Couscous aux lardons de Farid Omri, mise en scène de l'auteur, Théâtre Montorgueil
- 2011 : La petite fille sans sommeil" d'Etienne Mallinger, mise en scène Romain Pissenem, Théâtre Essaïon, Théâtre de la Clarté
- 2011 : Complètement givré(es) de Leslie Bévillard, mise en scène de l'auteur, Théâtre des Blancs-Manteaux
- 2012 : Les Pestes de Patricia Levrey, Théâtre des Blancs-Manteaux
- 2012-2013 : Les Zingues de Bertrand Lacy, mise en scène de l'auteur, Théâtre des Blancs-Manteaux
- 2015-2016 : Mes pires amis de Pierre Léandri et Tristan Zerbib, mise en scène Guillaume Sentou, Apollo Théâtre, Théâtre le Palace (Avignon)
- 2016 : Croisée de chemins de Davidas Sophie, mise en scène Laurent Serrano, Fontenay-le-Fleury
- 2017 : Un baiser s'il vous plait d'après Emmanuel Mouret, adaptation	et mise en scène Camille Bardery et Sandra Everro, Le Funambule
- 2017-2018 : J'adore l'amour... j'aimerais bien le refaire un jour ! de Bruno Chapelle et Marie-Aline Thomassin, mise en scène Bruno Chapelle, Théâtre d'Edgar